# Prinsessan Lilian
Lillian May Davies, under en tid: Lillian May Craig, den 30 augusti 1915 i Swansea, Wales, död 10 mars 2013 i Stockholm, var en svensk prinsessa och hertiginna av Halland. Hon gifte sig den 7 december 1976 med prins Bertil, som avled 1997.

## Biografi

### Tidiga år
Lilian var enda gemensamma barnet till gruvarbetaren  William Davies och Gladys Davies, född Curran. Fadern lämnade hustrun tidigt och bildade ny familj på annat håll; makarna skildes dock först 1939. Vid 16 års ålder flyttade Lilian till London, där hon försörjde sig som fotomodell och fick små biroller i flera filmer. I september 1940 gifte hon sig med skådespelaren Ivan Craig hos borgmästaren i Horsham i West Sussex. Kort därefter sändes Craig till Nordafrika för att delta i strider mot tyska ökentrupper. Han hamnade senare i Italien och i Indien, avancerade i graderna och blev slutligen major. Hemma i London arbetade hustrun Lilian med att tillverka radiosändare och radiomottagare för marinen i en fabrik samt på ett sjukhus för sårade soldater.

## Prinsessa av Sverige

### Förhållande med prins Bertil
Lilian träffade prins Bertil, då biträdande marinattaché på Sveriges ambassad i London, i samband med att hon fyllde 28 år 1943. Bertil var inbjuden till cocktailparty hos henne och de blev så småningom ett par, vilket länge förblev en hemlighet för allmänheten. Efter krigsslutet 1945 kom Ivan Craig hem. Eftersom han hade förälskat sig i en italienska bestämde makarna Craig gemensamt att skiljas. De behöll kontakten och Ivan Craig kom senare att besöka prinsparet flera gånger på Rivieran.
Prins Bertil kunde på den tiden inte gifta sig med en enskild utländsk mans dotter utan konungens samtycke eftersom han då, som det blev med bröderna Sigvard och Carl Johan, skulle ha förlorat arvsrätten till Sveriges tron. Prinsens lojalitet mot dynastin blev starkare sedan hans äldste bror arvprins Gustaf Adolf omkommit i en flygolycka 1947. Vid Gustaf VI Adolfs trontillträde 1950 var det ett generationsgap på över 60 år mellan denne och kronprinsen, senare kung Carl XVI Gustaf. Det var alltså möjligt att kung Gustaf Adolf skulle kunna avlida innan hans sonson blivit myndig.
Hade prins Bertil försvunnit ur tronföljden, kunde monarkins framtid hamna i farozonen. Om kungen avlidit före 1971 och prins Bertil förblivit ogift – alltså den väg prins Bertil valde – hade han  kunnat träda in som förmyndarregent. Det sågs inte som en tidsenlig lösning, om prins Bertil hade lämnat arvsföljden, att låta någon utanför kungahuset bilda ett förmyndarkollegium och sköta den unge kungens (Carl XVI Gustafs) plikter tills han blev myndig, som man gjort exempelvis för Karl XI. Kungahuset och statsminister Tage Erlander var medvetna om läget, så det blev i det närmaste omöjligt för prins Bertil att gifta sig med Lilian och förlora sin furstliga status.

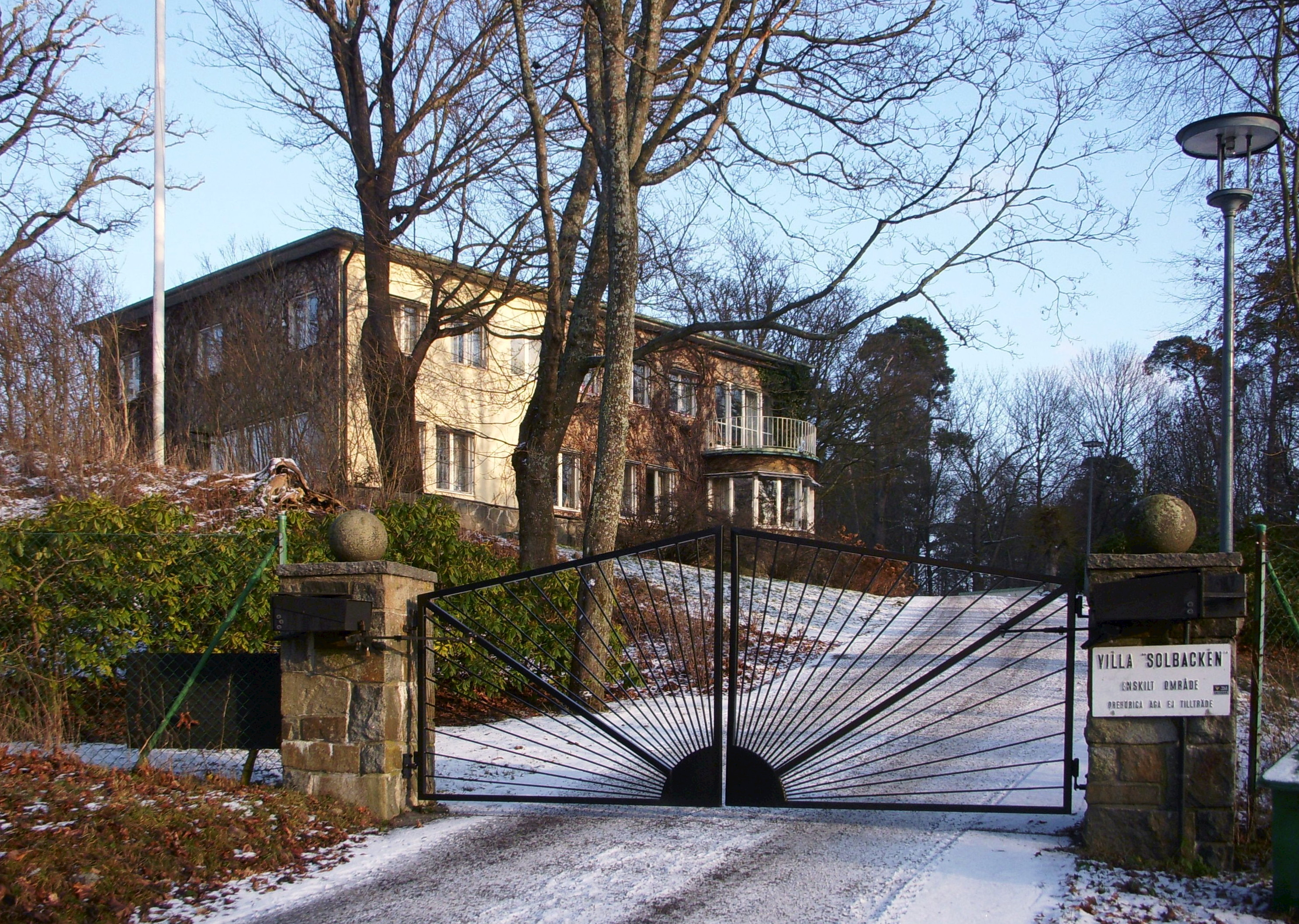
Villa Solbacken 2009.

Lilian flyttade till prins Bertil i Sverige. Han köpte Villa Solbacken vid Djurgårdsbrunn på Djurgården i Stockholm där paret bosatte sig 1947. År 1946 hade de köpt ett hus, Villa Mirage, i Sainte-Maxime på Franska Rivieran. Där vistades paret årligen under jul, nyår, påsk och en bit av sommaren. Sommarhuset i Tylösand bekostades av en insamling till prins Bertils 40-årsdag och ägdes av en stiftelse med landshövdingen i Halland som ordförande. Enligt bestämmelserna fick paret bo där så länge de levde. Då Lilian brukade vara i London flera gånger om året, hade de även en liten våning i ett hyreshus i Mayfair.
Under många år visade pressen stor hänsyn mot paret genom att helt mörklägga deras förhållande. Lilian framträdde inte officiellt men 1962 fick hon en personlig inbjudan till kung Gustaf Adolfs 80-årsdag på Stockholms slott. Första gången hon syntes i ett officiellt sammanhang var i samband med kungens begravning 1973. När kung Carl XVI Gustaf tillträtt tronen och gift sig, fick Bertil tillstånd att gifta sig med Lilian efter 33 år tillsammans. Paret vigdes i Slottskyrkan på Drottningholms slott den 7 december 1976.

## Roll i kungahuset
Prinsessan Lilian utförde ofta officiella uppdrag och närvarade vid statshändelser. Hon stöttade aktivt flera organisationer, bland andra SOS Barnbyar. Efter Bertils bortgång bodde Lilian kvar i villan på Djurgården och folkbokfördes i Hovförsamlingen. Hon övertog många av prinsens hedersuppdrag inom idrottsvärlden och var även beskyddare av Innocenceorden. Prinsessan var prisutdelare vid tennisturneringen Stockholm Open och delade även ut Söderbergska priset i medicin samt Hasselbladpriset.

### Hälsoproblem
Lilians officiella framträdanden minskade sakta med tiden på grund av hög ålder och nedsatt hälsa. 2006 var sista året hon närvarade på Nobelprisutdelningarna. I augusti 2008 opererades prinsessan för lårbensbrott och 2009 behandlades hon på Sophiahemmet för en annan fraktur. I juni 2010 meddelade hovet att Lilian drabbats av Alzheimers sjukdom. Den 10 mars 2013 avled hon i sitt hem på Djurgården.

## Begravning
Begravningsgudstjänsten för prinsessan Lilian hölls i Slottskyrkan i Stockholm den 16 mars 2013. Gudstjänsten inleddes klockan 13.00 och 21 skott sorgesalut sköts från Skeppsholmen.

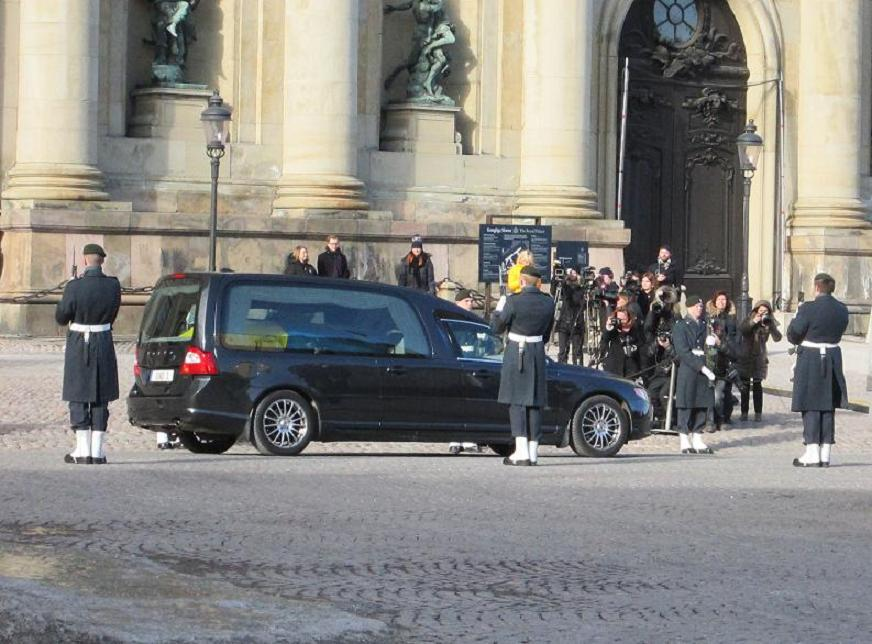
Kistan med Lilians stoft förs från det Kungliga slottet till Kungliga begravningsplatsen 16 mars 2013.

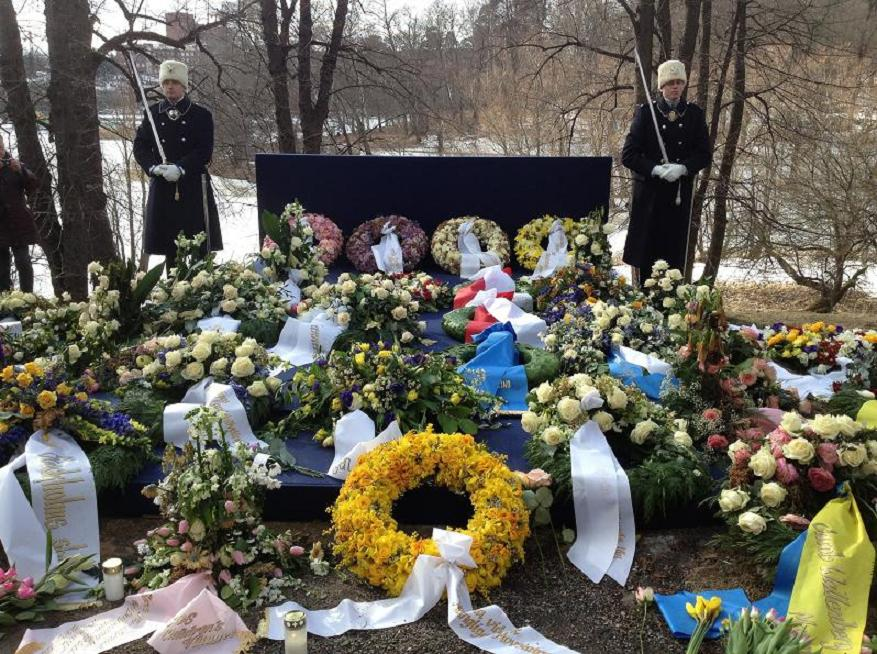
Blomsterhyllningarna för Lilian vid hennes och Bertils grav dagen efter hennes gravsättning på Kungliga begravningsplatsen.

## Utmärkelser
- Sverige : Ledamot och Kommendör av Kungl. Maj:ts Orden (30 augusti 1995)
- Sverige : Kommendör med stora korset av Nordstjärneorden (1976)
- Argentina : Storkors av San Martin Befriarens orden (26 maj 1998)[17]
- Danmark : Storkors med briljanterad kraschan av Dannebrogorden (datum obekräftat)
- Danmark : Riddare av Elefantorden (Erhållande obekräftat)
- Estland : Storkors av Terra Mariana-korsets orden (8 september 1995)
- Finland : Storkors av Finlands Vita Ros orden (1994)
- Frankrike : Storkors av Nationalförtjänstorden (2000)
- Island : Storkors av Falkorden (1981)[18]
- Italien : Storkors av Italienska republikens förtjänstorden (1998)
- Japan : Storkors av Den dyrbara Kronorden (2000)
- Jordanien : Storkors av Stjärnans orden (2003)
- Lettland : Kommendör av 1. Klass av Tre Stjärnors orden (2005)
- Litauen : Kommendör av 1. Klass av Storfurst Gediminas orden (1994)
- Luxemburg : Utmärkelse av Adolf av Nassaus civila och militära förtjänstorden (2008)
- Mexiko : Storkors av Aztekiska Örnsorden (datum obekräftat)
- Nederländerna : Storkors av Huset Oranjes Kronorden (datum obekräftat)
- Norge : Storkors av Sankt Olavsorden (datum obekräftat)
- Österrike : Storkors (särklass) av Hederstecknet för förtjänster (1997)
- Portugal : Storkors av Kristusorden (datum obekräftat)
- Spanien : Storkors av Isabella den Katolskas orden (15 oktober 1979)
- Tyskland : Storkors av Förbundsrepublikens förtjänstorden (2003)
- Ukraina : Kommendör av 1. klass av Nationalorden (1999)